# 31º Reggimento carri
Il 31º Reggimento carri è stato un'unità di Cavalleria dell'Esercito Italiano, alle dipendenze dalla Brigata meccanizzata "Pinerolo" fino al 2020.

## Storia
Il 31º Reggimento Carri fu costituito in Siena il 15 luglio 1937 come 31º reggimento fanteria carristi, con il I e II battaglione carri di rottura (Fiat 3000) e il III battaglione carri d'assalto (L3). Dal novembre 1938 inquadra anche il VII battaglione carri L ricevuto dal 3º reggimento carristi e successivamente altri due battaglioni carri d'assalto ceduti rispettivamente dal 3º e 4º reggimento carristi. Al momento della sua costituzione è inquadrato nella 1ª Brigata Corazzata costituitasi a Siena e successivamente trasformata in Divisione Corazzata "Centauro" (131^). La storia del reggimento è intimamente legata a quella della citata Grande Unità corazzata.

### Seconda guerra mondiale
Il reggimento ha partecipato alla seconda guerra mondiale operando sia sul fronte greco-albanese dal 1940 al 1941, sia partecipando all'occupazione della Jugoslavia dal 1941 al 1942 e sia alla campagna del Nordafrica dal 1942 al 1943 sul fronte libico-tunisino. Negli anni della guerra il deposito del reggimento ha altresì contribuito all'approntamento e all'addestramento di numerosi battaglioni carri medi e semoventi controcarri poi impiegati da altre unità dell'esercito nei vari scacchieri operativi. Tra questi si cita il LI battaglione carri M che formato con il personale proveniente dai disciolti I e II battaglione carri L del 31°, al comando del Ten.Col. Zappalà (Medaglia d'Oro al Valor Militare alla memoria) operò in Africa Settentrionale inquadrato nella Divisione Corazzata "Littorio" fino all'epilogo di El Alamein.
Nel maggio 1939, il 31º Reggimento carri fu dislocato nello scacchiere albanese e proseguì il suo addestramento nonostante fosse impegnato in compiti di presidio. Nell'agosto del 1940, completati gli effettivi, si schierò sul fronte dell'Epiro. All'inizio delle ostilità contro la Grecia, il 31° partecipò alle operazioni della Vodjussa e del Drino e si rivelò magnifico fin dai primi giorni di combattimento, tanto da meritare la Medaglia d'Argento al valor Militare. Alla fine di gennaio 1941, dopo aver partecipato nel settore costiero ad una battaglia difensiva, il Reggimento operò di nuovo in Val Vojussa nello stretto di Klisura.
In vista delle operazioni contro la Jugoslavia, alla fine di marzo 1941, il Reggimento raggiunse Scutari per disporre la difesa della città.
Nell'autunno 1942 il Reggimento raggiunse la zona di operazioni in Tripolitania e, nel marzo 1943, inserito nello scacchiere tunisino arginò, sui capisaldi di El Guettar l'urto delle colonne corazzate anglo-americane resistendo per 12 giornate durissime di sanguinosi combattimenti.
Il 12 aprile dello stesso anno (1943), il Reggimento fu sciolto.

## Prima ricostituzione
Il reggimento venne ricostituito a Verona il 15 settembre 1951, inquadrato nella ricostituita Divisione corazzata "Centauro", articolato su tre battaglione carri, equipaggiati tutti con carri pesanti M26 Pershing con la denominazione di 31º Reggimento carristi "Centauro"; nel 1955 il reggimento venne trasferito nella sede di Bellinzago Novarese, assumendo, nel dicembre 1958, la denominazione di 31º Reggimento carri "Centauro". Nel 1963 i reggimenti carri delle Divisioni Corazzate vennero articolati su due battaglioni carri e un battaglione meccanizzato (bersaglieri); la componente carri era costituita dal I e IX battaglione carri, equipaggiati con carri medi M47 Patton e la componente meccanizzata dal ricostituito XXVIII Battaglione bersaglieri, equipaggiato con VTT M113.

## 1º Battaglione carri "M.O. Cracco"
Il 20 ottobre 1975, in attuazione della ristrutturazione dell'Esercito Italiano che aboliva il livello reggimentale introducendo il livello brigata, il 31º Reggimento venne sciolto. Il Comando del reggimento diede vita alla 31ª Brigata corazzata "Curtatone", inquadrata nella divisione corazzata "Centauro". Le tradizioni del reggimento furono affidate al I Battaglione carri che dal 21 ottobre successivo divenne autonomo assumendo la denominazione di 1º Battaglione carri "M.O. Cracco", cui, con decreto 12 novembre 1976, venne assegnata la Bandiera di Guerra del 31º Reggimento carri. Gli altri battaglioni, divenuti anch'essi autonomi e sempre inquadrati nella medesima brigata, assunsero rispettivamente la denominazione di 101º battaglione carri "M.O. Zappalà" e 28º battaglione bersaglieri "Oslavia". Tutti e tre i battaglioni continuarono a convivere nella caserma "Valentino Babini" di Bellinzago Novarese.
Nel 1986 un'ulteriore ristrutturazione dell'Esercito Italiano aboliì il livello divisionale. Il Comando della Divisione corazzata "Centauro" fu soppresso e la 31ª Brigata corazzata "Curtatone" ne ereditò le tradizioni e il nome divenendo 31ª Brigata corazzata "Centauro" e posta alle dirette dipendenze del Comando del 3º Corpo d'armata.

## Seconda ricostituzione
Il 31 agosto 1993 a seguito di un riordinamento della Forza Armata che ripristinava il livello reggimentale, il 1º battaglione carri perse la propria autonomia e il giorno successivo venne inquadrato nel 31º Reggimento carri ricostituitosi a Bellinzago Novarese con il concorso del personale del 101º Battaglione carri "M.O. Zappalà" nel frattempo disciolto. Il reggimento rimane inquadrato nella 31ª Brigata corazzata "Centauro" sempre nel 3º Corpo d'Armata.
Il 2 ottobre 1995, il 31º Reggimento carri, insieme al 131º reggimento artiglieria "Centauro", in vista del trasferimento nelle Puglie -poi mai attuato- della 31ª Brigata corazzata "Centauro" viene trasferito nella sede di Altamura (per trasformazione del preesistente133º Reggimento carri) e inquadrato nella Brigata corazzata "Pinerolo".
Il 1º gennaio 2011 il 31º Reggimento carri è transitato alle dipendenze della Scuola di Cavalleria di Lecce, e alla fine del 2012 si è trasferito nella sede di Lecce. Nella nuova posizione e con qualche variante organica ad hoc il reggimento ha condotto la sperimentazione dei sistemi legati al progetto "Soldato Futuro" fino al 28 febbraio 2017 data in cui, cessata l'esigenza, è rientrato nei ranghi della Brigata meccanizzata "Pinerolo"
Nel periodo in cui è stato alle dipendenze della Scuola di Cavalleria, il reggimento è stato prevalentemente impegnato nella sperimentazione dei nuovi materiali e sistemi d'arma acquisiti nell'ambito del programma Forza NEC (Network Enabled Capability), programma, ormai già in gran parte operativo, che vede i militari della "Pinerolo" operare utilizzando nuovi veicoli da combattimento, materiali ed equipaggiamenti in grado di assicurare il collegamento diretto e immediato del singolo militare con un centro decisionale condividendo in tempo reale informazioni e dati operativi. Tale programma costituisce il cardine dell’intera modernizzazione della componente terrestre della Difesa.
Sul finire del 2019, in attuazione delle determinazioni assunte dal vertice dell'Esercito, il 31º Reggimento carri - che nel frattempo è stato dotato di autoblindo pesanti, è stato riconfigurato in unità di cavalleria di linea assumendo l'organico e la denominazione di Reggimento "Cavalleggeri di Lodi" (15°). Il 10 gennaio 2020, il glorioso Stendardo del 31º Reggimento carri, dopo aver servito la Patria per oltre 80 anni distinguendosi per indomito valore su tre diversi teatri del secondo conflitto mondiale e in operazioni dentro e fuori dal territorio nazionale, è stato ceduto in consegna al Sacrario delle Bandiere in Roma. Questa operazione, che ha comportato anche il cambio di mostreggiature del personale dell'unità, rappresenta un ulteriore sostanziale contributo che si aggiunge ai molteplici che, nel corso di 93 anni, la specialità Carristi ha già offerto all'Arma di cavalleria.

## Operazioni all'Estero nel dopoguerra
Nel periodo 15 maggio-15 novembre 2004, il Reggimento è stato impegnato nella missione NATO NHQT, in Albania.

## Stemma
Scudo: partito semitroncato: nel 1º di rosso, al centauro di carnagione, tenente una freccia tesa sull'arco; nel 2º troncato di nero e di rosso, al leone d'oro passante del Montenegro, attraversante sulla partizione; nel 3º d'azzurro, al silfio d'oro di Cirenaica
Corona turrita.
Ornamenti esteriori:
lista bifida: d'oro, svolazzante, collocata sotto la punta dello scudo, incurvata con la concavità rivolta verso l'alto, riportante il motto: "Ferro et corde frangit hostes".
Nastro rappresentativo delle ricompense al Valore: Medaglia d'Argento al Valor Militare è annodato nella parte centrale non visibile della corona turrita, scendente svolazzante in sbarra ed in banda dal punto predetto, passando dietro la parte superiore dello scudo.
Nella prima partizione lo smalto rosso è dedicato alle caratteristiche proprie 
del reggimento: ardimento ed eroismo. Il centauro richiama il nominativo della grande unità corazzata della quate il 31º ha fatto sempre parte.
Nella seconda partizione la parte superiore con i colori dell'Albania (rosso e nero) ed il leone del Montenegro, ricorda il teatro di operazioni greco-albanese e iugoslavo ove il reparto ha meritato una M.A.V.M.; nella parte inferiore lo smalto azzurro (colore dei nobili ideali e dell'onor militare). Infine il silfio riassume il legame storico del reggimento con l'Africa Settentrionale dove i suoi carristi si sono battuti con valore.

## Onorificenze

### Decorati
C.le Carrista Giovanni Cracco

## Festa del reggimento
- La festa del reggimento si svolge il 15 aprile, anniversario della battaglia di Kopliku del 1941.

## Armi e mezzi in dotazione
Informazioni ricavate dalla pagina del 31º Reggimento carri nel sito dello Stato Maggiore dell'Esercito.

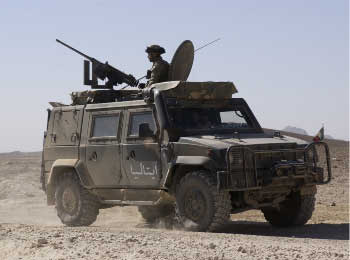
VTLM Lince

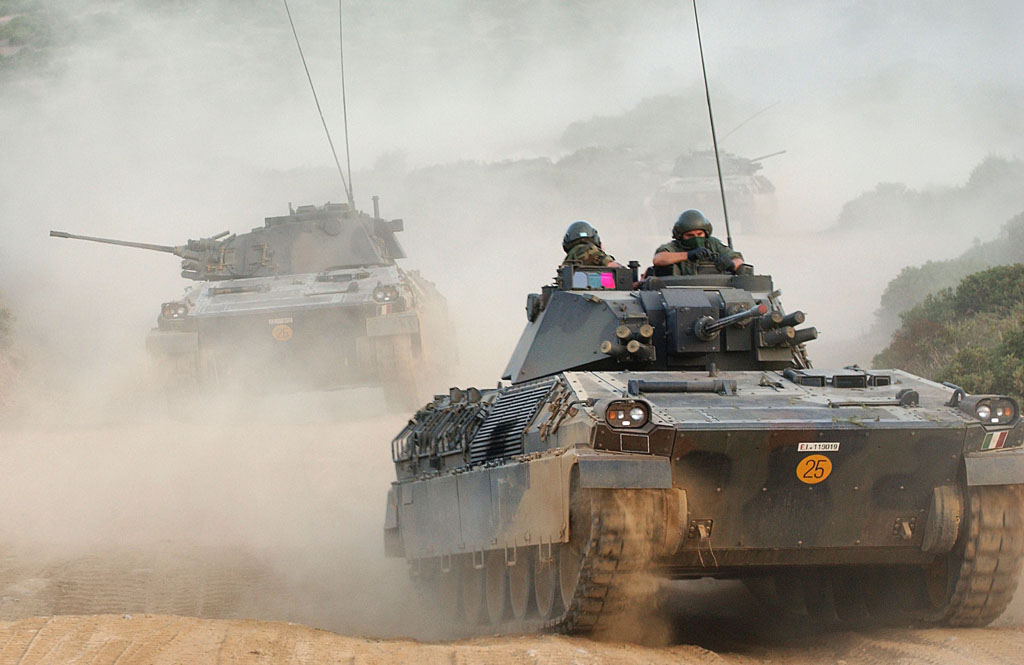
VCC Dardo

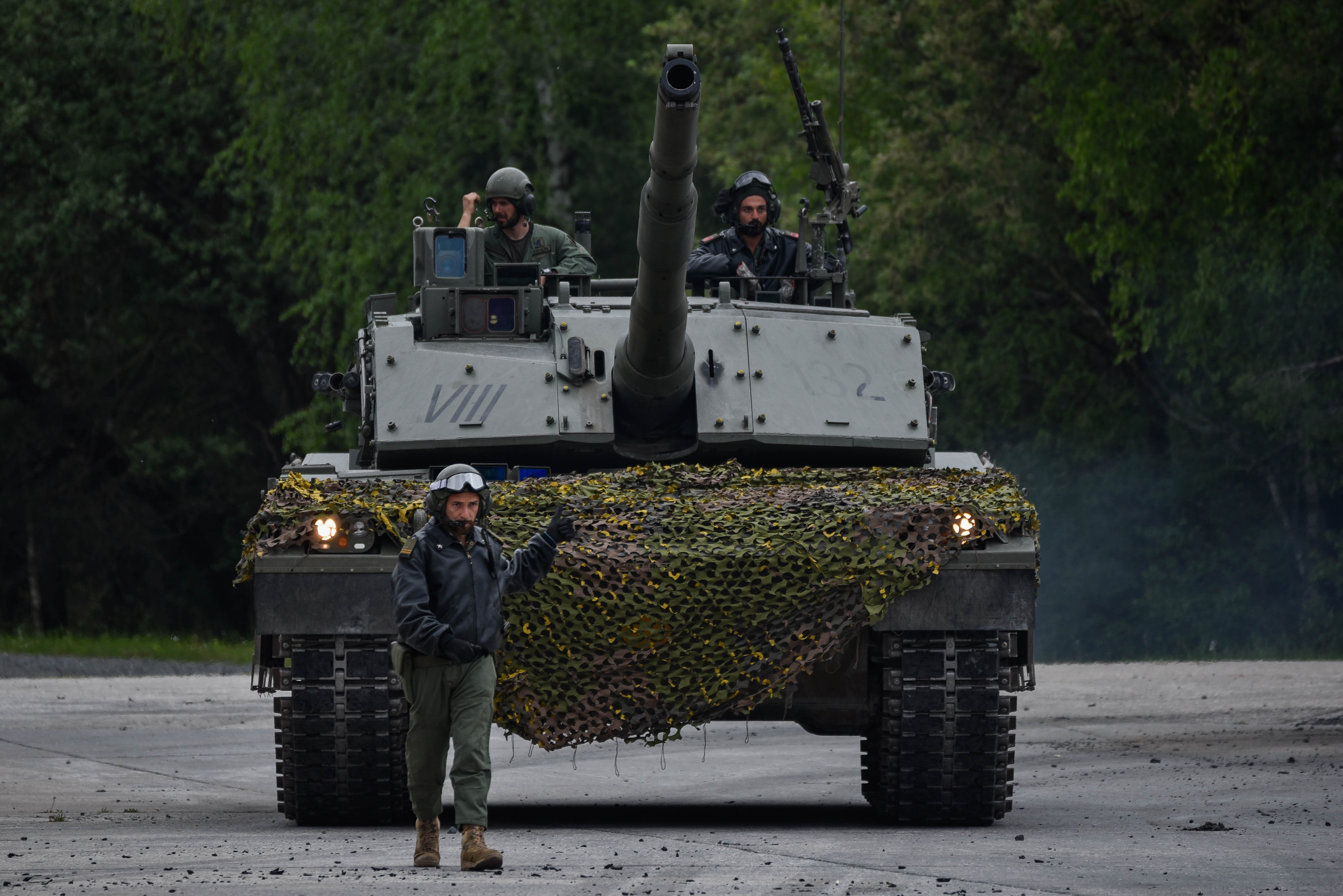
C-1 Ariete

### Armamento
- Pistola automatica "BERETTA 92 FS" cal.9
- Fucile d'assalto "AR 70/90" cal. 5,56
- Arma di reparto "MINIMI" cal. 5,56
- Arma di reparto "MG 42/59" cal. 7,62 NATO
- Arma di reparto Browning cal. 12,7
- OD 82/SE

### Mezzi
- Iveco VM 90
- C-1 Ariete